# Corazón de Luz
Corazón de Luz (en groenlandés: Qaamarngup Uummataa) es un drama groenlandés del año 1998. Está escrita y dirigida por Jacob Grønlykke.

## Sinopsis
La película trata sobre una familia de Groenlandia y los problemas que deben enfrentar después de que su hijo mayor, en un ataque de rabia, matara a varias personas y se suicidara. Su padre Rasmus (Rasmus Lyberth), quien lucha contra el abuso de alcohol y el desempleo, decide huir de la aldea, realizando un viaje de caza con el que siempre soñó. Durante este viaje recibe ayuda de un ermitaño, quien lo ayudará a comprender el pasado.

## Elenco
| Actriz/Actor         | Personaje            |
| -------------------- | -------------------- |
| Rasmus Lyberth       | Rasmus               |
| Vivi Nielsen         | Marie                |
| Niels Platow         | Mikael Berthelsen    |
| Kenneth Rasmussen    | Simon                |
| Knud Petersen        |                      |
| Laila Rasmussen      | Karina               |
| Agga Olsen           | Magdalene            |
| Nukâka               | Bailarina del tambor |
| Jens Davidsen        | Præst                |
| Henrik Larsen        | VVS Mand             |
| Søren Hauch-Fausbøll | Værtshusgæst         |
| Asger Reher          | Jefe de Policía      |
| Karina Skands        | Niña en carpa        |
| Julie Carlsen        | Niña en carpa        |
| Anda Kristensen      |                      |

## Estrenos

### Estrenos por Países
| País        | Fecha                |
| ----------- | -------------------- |
| Groenlandia | 25 de enero de 1998  |
| Dinamarca   | 30 de enero de 1998  |
| Noruega     | 14 de agosto de 1998 |
| Islandia    | 5 de enero de 1999   |

### Estrenos por Festivales
| País           | Fecha               | Festival o Evento            |
| -------------- | ------------------- | ---------------------------- |
| Nueva Zelanda  | 10 de julio de 1999 | Festival de Cine de Auckland |
| Estados Unidos | 22 de abril de 2000 | Los Ángeles, California      |
| Finlandia      | 2 de junio de 2002  | TV Premiere                  |
| Hungría        | 20 de junio de 2002 | TV Premiere                  |

## Premios

### Nordische FilmtageLübeck
| Año  | Resultado | Premio                         | Categoría/Destinatario(s) |
| ---- | --------- | ------------------------------ | ------------------------- |
| 1998 | Ganador   | Premio NDR - Mención Honorable | Jacob Grønlykke           |

### Festival Robert
| Año  | Resultado | Premio | Categoría/Destinatario(s)                                    |
| ---- | --------- | ------ | ------------------------------------------------------------ |
| 1999 | Ganadores | Robert | Mejor Música Original Joachim Holbek Mejor Sonido Per Streit |